# Lista de seleções participantes na Copa Ouro da CONCACAF de 2002
A Copa Ouro da CONCACAF de 2002 foi disputada nos Estados Unidos por 12 selecções de futebol.
Cada seleção teve o direito de alistar um número determinado de jogadores. Cada jogador mantém o mesmo número da camisa durante todos os jogos do torneio.